# Ladislav I. Neapolský
Ladislav I. Neapolský (italsky: Ladislao, maďarsky: László; červenec 1376 – 6. srpna 1414) byl od roku 1386 neapolským králem, chorvatsko-uherským vzdorokrálem, titulárním králem Jeruzaléma a od roku 1406 také knížetem Taranta.

## Počátek vlády
Narodil se jako jediný syn krále Karla III. Neapolského, který krátce působil jako uherský král a při bojích o uherskou korunu byl roku 1386 pravděpodobně zavražděn. Za tehdy devítiletého Ladislava převzala vládu jeho matka Markéta z Durazza. V letech 1390–1399 museli bojovat se vzdáleným příbuzným Ludvíkem II. z Anjou, který si činil nároky na neapolský trůn z titulu historických dědičných vazeb.

## Upevňování moci

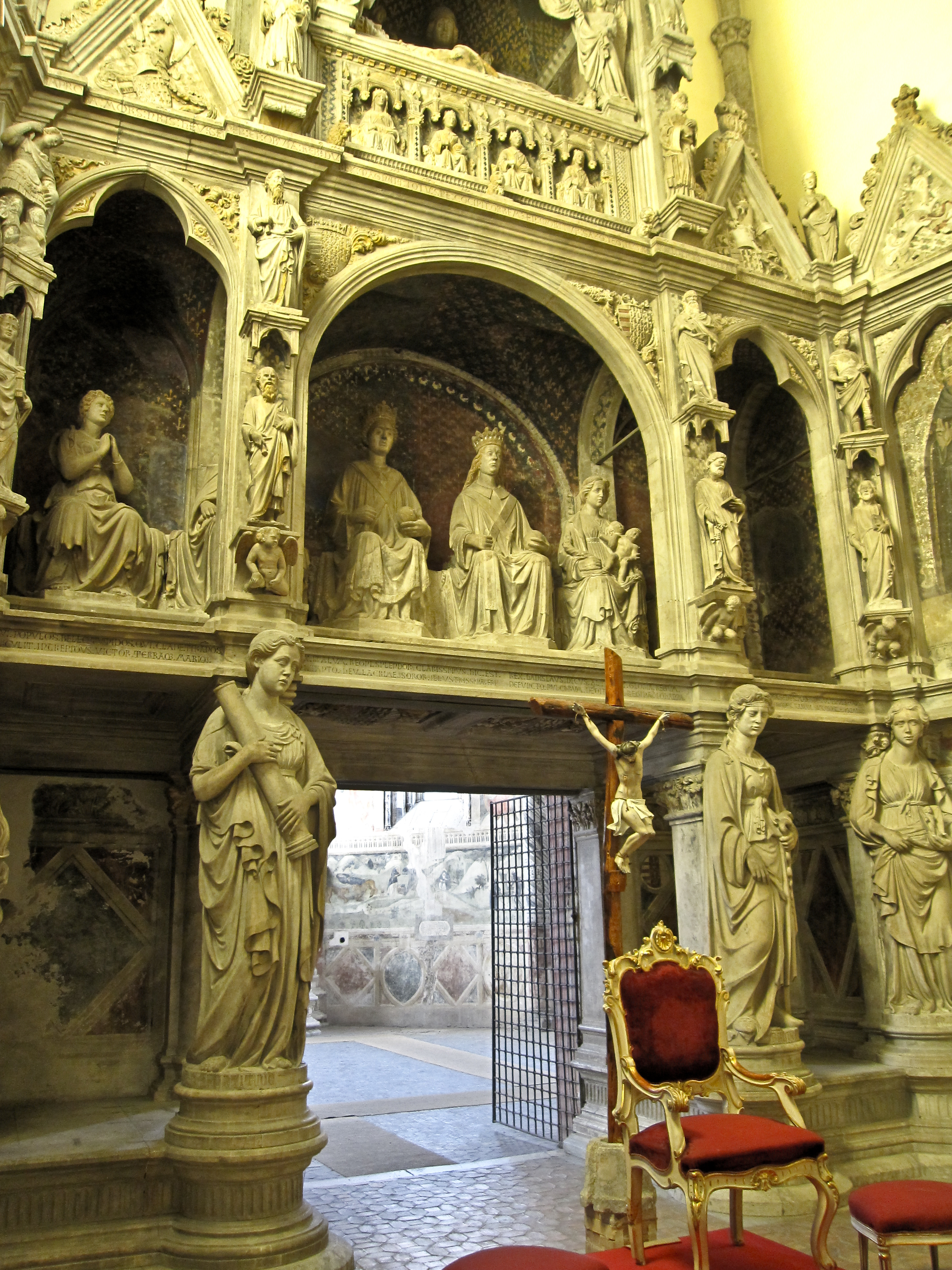
Ladislavův náhrobek v kostele San Giovanni a Carbonara v Neapoli

Ladislav se v průběhu let vypracoval v obratného politika a válečníka. Dokázal využít tehdejšího bezvládí v rozdrobené Itálii pro rozšíření a upevnění své moci. Po vzoru svého otce se pokoušel ovládnout území současného Maďarska a Chorvatska, v roce 1403 se v Zadaru prohlásil za krále uherského a chorvatského. Tímto ale proti sobě popudil tehdejšího římského a uherského krále Zikmunda Lucemburského, který si vzal za manželku Marii Uherskou a tím také nárokoval uherskou korunu. Proti mocnému Zikmundovi se Ladislav nemohl úspěšně prosadit. Své právní nároky na území Dalmácie prodal v roce 1409 Benátkám za částku sto tisíc dukátů.

## Boj opapeže
Ladislav též výrazně zasahoval do evropských rozbrojů v katolické církvi v období papežskéko schizmatu. Povedlo se mu ovládnout sídlo východního papeže Řím. Papeže Inocenta VII. v letech 1404–1406 de facto ovládal, podporoval i jeho nástupce Řehoře XII. V roce 1410 odmítl uznat volbu kardinála Baldassara Cossy za papeže Jana XXIII. a trval na původním Řehoři XII. Proto Jan XXIII. proti němu vyhlásil v roce 1412 křížovou výpravu, ale neuspěl.

## Úmrtí
Zemřel náhle v srpnu 1414 uprostřed bojů v jižní Evropě. Ladislav byl třikrát ženatý, ale vzhledem k tomu, že neměl žádného legitimního potomka, převzala neapolskou korunu jeho sestra Johana II. Neapolská.